# سوريا ريكوردز (ماليزيا)
سوريا ريكوردز (بالإنجليزية: Suria Records)‏ هي شركة تسجيلات وإنتاج إعلامية ماليزية.

## أبرز الفنانين الذين تعاملوا معها
- سيتي نورهاليزا (1995–2005)
- نورانيزا إدريس (1997–2003)
- ليزا هانم (1996–2004)
- روسا
- إيفي تامالا
- إيكي نورجانة
- ميغا موستيكا